# SECAM

Televíziós színrendszerek. A SECAM rendszert használó országok narancsszínnel jelölve

A SECAM (franciául Séquentiel couleur à memoire sorfolytonos színmemória) az analóg színes televízió olyan francia találmányú rendszere, melyben a színinformációt hordozó két színkülönbségi jel (R-Y, B-Y) átvitele két különböző frekvenciájú színsegédvivő frekvenciamodulációjával történik. A rendszer működésének alapgondolata, hogy két egymást követő sorban a színjel nem változik lényegesen. Ezért felváltva, egyik sorban csak az R-Y, a következő sorban csak a B-Y jelet viszik át, a vevőkészülékben az éppen át nem vitt (de a megfelelő szín előállításához szükséges) másik színkülönbségi jelet pedig az előző sorban átvitt jel pontosan 1 soridejű (64 μs) késleltetésével állítják elő.
A rendszert először Franciaországban vezették be 1967-ben.
Magyarországon az MTV 1-es és 2-es csatornái sugároztak ebben a rendszerben az 1995-96-os PAL-ra történő átállásig (a TV 2 1995 elején, míg a TV 1 1996-ban állt át véglegesen).
| Képnorma teljes neve                 | Rövidítés  | Sorok száma | Képfrekvencia (Hz) | Elterjedési terület        |
| ------------------------------------ | ---------- | ----------- | ------------------ | -------------------------- |
| National Television System Committee | NTSC       | 525         | 30                 | Amerika, Japán             |
| Phase Alternating Line               | PAL        | 625         | 25                 | Afrika, Ausztrália, Európa |
| Séquentiel couleur à memoire         | SECAM L/L' | 819         | 25                 | Franciaország, Luxemburg   |
| Séquentiel couleur à memoire         | SECAM D/K  | 625         | 25                 | Kelet-Európa, Oroszország  |
| Séquentiel couleur à memoire         | SECAM B/G  | 819         | 25                 | Algéria, Marokkó, Tunézia  |